# 斯坦利 (北达科他州)
斯坦利（英語：Stanley），是美国北达科他州下属的一座城市。根据2010年美国人口普查，该市有人口1,458人。2011年估计该市有人口1,540人，相对于2010年，增长率为5.62%。